# 卡特农
卡特农（法語：Cattenom，法語發音：[katnɔm]）是法国摩泽尔省蒂永维尔区的一个市镇，位于该省北部。卡特农因其境内的核电站而闻名。

## 历史
1971年1月1日，市镇森齐什并入卡特农。

## 地理
卡特农（49°24'22"N, 6°14'37"E）面积25.53 平方千米，位于法国大東部大區摩泽尔省，该省份为法国东北部内陆省份，是洛林的一部分，西南接默尔特-摩泽尔省，东临下莱茵省，北与卢森堡和德国接壤。
与卡特农接壤的市镇（或旧市镇、城区）包括：布斯特、大布雷斯特罗、菲克塞姆、加维斯、下阿姆、大埃唐日、柯尼希斯马克、马兰、罗德马克、蒂永维尔。
卡特农的时区为UTC+01:00、UTC+02:00（夏令时）。

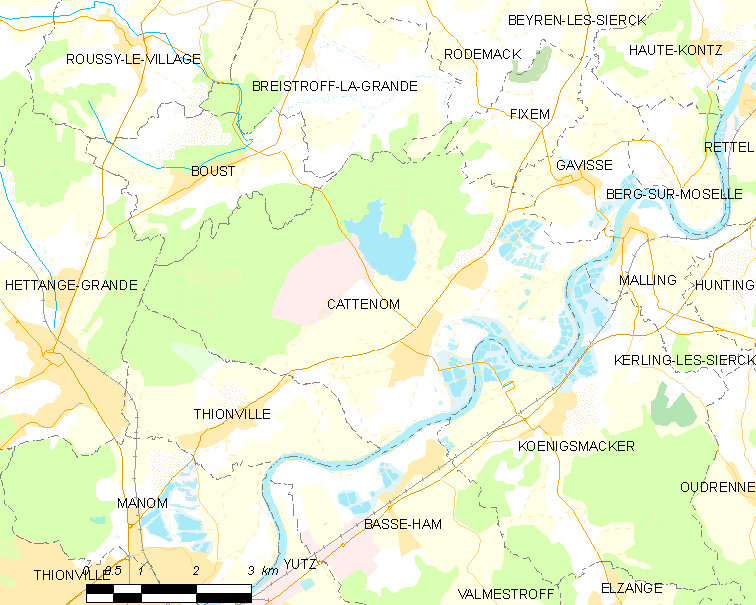
卡特农的OSM定位图

## 行政
卡特农的邮政编码为57570，INSEE市镇编码为57124。

## 政治
卡特农所属的省级选区为于茨县。

## 人口

1962-2008年间卡特农人口变化图示

卡特农于2022年1月1日时的人口数量为2593人。